# Bakaldínskoie
Bakaldínskoie (en rus: Бакалдинское) és un poble de Baixkíria, a Rússia, que en el cens del 2010 tenia 621 habitants. Pertany al districte d'Arkhànguelskoie.